# Équipe de Belgique de football en 2016
Maillots
Chronologie
Saison précédente Saison suivante
L'équipe de Belgique de football participe en 2016 à son cinquième Championnat d'Europe dont cette édition se tient en France du 10 juin au 10 juillet et entame en outre les éliminatoires de la Coupe du monde 2018.

## Objectifs
L'objectif principal de l'année est de participer à l'Euro 2016 en France avec l'ambition de faire mieux qu'en Coupe du monde deux ans auparavant, soit viser les demi-finales. D'autre part, il s'agit de bien commencer les éliminatoires de la Coupe du monde afin de s'assurer d'une qualification.

## Résumé de la saison
Les matchs amicaux de préparation au Championnat d'Europe de football 2016 sont irréguliers. Une défaite au Portugal (2-1) avec une équipe largement remaniée, une victoire convaincante en Suisse (1-2), un nul inquiétant à domicile face à la Finlande (1-1) et une victoire poussive contre la Norvège (3-2) laissent apparaître une défense fébrile, remaniée en l'absence de plusieurs forfaits pour blessure, notamment celui du capitaine Vincent Kompany.
La Belgique rate son match d'entrée à l'Euro contre une Italie beaucoup plus réaliste (0-2). Elle se reprend ensuite et se qualifie pour les huitièmes de finale en battant d'abord sèchement l'Irlande (3-0), grâce à deux buts de Romelu Lukaku et un but de Axel Witsel, puis la Suède (1-0) après un match très engagé et indécis. Elle surclasse et écarte ensuite la Hongrie (4-0), un score historique pour les Belges à ce stade de la compétition et par la même occasion le plus important du tournoi, et retrouve en quarts de finale le Pays de Galles, dont elle avait déjà croisé la route en qualifications. Les Diables Rouges, qui n'avaient récolté qu'un seul point sur six lors de cette double confrontation, doivent s'incliner une nouvelle fois (3-1), après avoir néanmoins réussi à ouvrir la marque à la 13e minute, et sont éliminés d'un tournoi pour lequel ils avaient pourtant été classés parmi les favoris à la victoire finale. À la suite de ce résultat considéré comme décevant, la fédération nationale licencie l'entraîneur Marc Wilmots deux semaines plus tard.
Roberto Martínez est nommé comme successeur de Wilmots le 3 août 2016 et celui-ci se distingue rapidement par le choix marquant de l'ex-international français Thierry Henry au sein de son staff. La première rencontre de l'ère Martinez se solde malheureusement par une défaite (0-2) à domicile et en amical, face à son pays d'origine, l'Espagne, le 1er septembre 2016. Un match au cours duquel les Diables Rouges ont été privés de ballon et ridiculisés face à une Roja revencharde après un Euro considéré comme manqué, les joueurs belges sont d'ailleurs sortis sous les sifflets d'un public qui n'a pas reconnu son équipe. Cependant, la sélection belge et son staff reprennent du poil de la bête et démarrent en trombe la phase qualificative de la Coupe du monde 2018, alignant quatre victoires et inscrivant 21 goals contre 1 seul encaissé en seulement quatre rencontres, respectivement à Chypre (0-3), contre la Bosnie-Herzégovine à Bruxelles (4-0), à Loulé face à Gibraltar (0-6) et en écrasant à domicile l'Estonie (8-1), signant par la même occasion le troisième plus gros score en matches officiels, juste après un match nul insipide à Amsterdam en amical face aux Pays-Bas (1-1).

## Bilan de l'année
Le bilan global de la Belgique en 2016 est plutôt décevant car, si toutefois elle commence les qualifications de la Coupe du monde en trombe avec quatre victoires en quatre rencontres, l'élimination en quarts de finale de l'Euro face au Pays de Galles (3-1) est perçue comme un échec. D'autre part, les Diables Rouges perdent leur 1re place au classement mondial de la FIFA et terminent l'année en 5e position.

### Championnat d'Europe 2016

#### Phase de groupes (Groupe E)
|   | Équipe   | Pts | J | G | N | P | Bp | Bc | Diff |
| - | -------- | --- | - | - | - | - | -- | -- | ---- |
| 1 | Italie   | 6   | 3 | 2 | 0 | 1 | 3  | 1  | +2   |
| 2 | Belgique | 6   | 3 | 2 | 0 | 1 | 4  | 2  | +2   |
| 3 | Irlande  | 4   | 3 | 1 | 1 | 1 | 2  | 4  | -2   |
| 4 | Suède    | 1   | 3 | 0 | 1 | 2 | 1  | 3  | -2   |

     Équipes directement qualifiées ;      Équipe qualifiée en tant que meilleure 3e ; Pts : points ; J : matchs joués ; G : matchs gagnés ; N : matchs nuls ; P : matchs perdus ;

Bp : buts pour ; Bc : buts contre ; Diff : différence de buts.

#### Phase à élimination directe
|  | Huitièmes de finale                                      | Huitièmes de finale                                       |                |         | Quarts de finale                          | Quarts de finale                          |  |  | Demi-finales                                               | Demi-finales                                               |  |  | Finale                                         | Finale                                         |
|  | Huitièmes de finale                                      | Huitièmes de finale                                       |                |         | Quarts de finale                          | Quarts de finale                          |  |  | Demi-finales                                               | Demi-finales                                               |  |  | Finale                                         | Finale                                         |
|  |                                                          |                                                           |                |         |                                           |                                           |  |  |                                                            |                                                            |  |  |                                                |                                                |
|  | 25 juin 2016 - Stade Geoffroy-Guichard, Saint-Étienne    | 25 juin 2016 - Stade Geoffroy-Guichard, Saint-Étienne     |                |         | 30 juin 2016 - Stade Vélodrome, Marseille | 30 juin 2016 - Stade Vélodrome, Marseille |  |  | 6 juillet 2016 - Parc Olympique lyonnais, Décines-Charpieu | 6 juillet 2016 - Parc Olympique lyonnais, Décines-Charpieu |  |  | 10 juillet 2016 - Stade de France, Saint-Denis | 10 juillet 2016 - Stade de France, Saint-Denis |
|  | 25 juin 2016 - Stade Geoffroy-Guichard, Saint-Étienne    | 25 juin 2016 - Stade Geoffroy-Guichard, Saint-Étienne     |                |         | 30 juin 2016 - Stade Vélodrome, Marseille | 30 juin 2016 - Stade Vélodrome, Marseille |  |  | 6 juillet 2016 - Parc Olympique lyonnais, Décines-Charpieu | 6 juillet 2016 - Parc Olympique lyonnais, Décines-Charpieu |  |  | 10 juillet 2016 - Stade de France, Saint-Denis | 10 juillet 2016 - Stade de France, Saint-Denis |
|  | Suisse                                                   | 1 ap (4)                                                  |                |         | 30 juin 2016 - Stade Vélodrome, Marseille | 30 juin 2016 - Stade Vélodrome, Marseille |  |  | 6 juillet 2016 - Parc Olympique lyonnais, Décines-Charpieu | 6 juillet 2016 - Parc Olympique lyonnais, Décines-Charpieu |  |  | 10 juillet 2016 - Stade de France, Saint-Denis | 10 juillet 2016 - Stade de France, Saint-Denis |
|  | Suisse                                                   | 1 ap (4)                                                  |                |         | 30 juin 2016 - Stade Vélodrome, Marseille | 30 juin 2016 - Stade Vélodrome, Marseille |  |  | 6 juillet 2016 - Parc Olympique lyonnais, Décines-Charpieu | 6 juillet 2016 - Parc Olympique lyonnais, Décines-Charpieu |  |  | 10 juillet 2016 - Stade de France, Saint-Denis | 10 juillet 2016 - Stade de France, Saint-Denis |
|  | Pologne                                                  | 1 tab(5)                                                  |                |         | 30 juin 2016 - Stade Vélodrome, Marseille | 30 juin 2016 - Stade Vélodrome, Marseille |  |  | 6 juillet 2016 - Parc Olympique lyonnais, Décines-Charpieu | 6 juillet 2016 - Parc Olympique lyonnais, Décines-Charpieu |  |  | 10 juillet 2016 - Stade de France, Saint-Denis | 10 juillet 2016 - Stade de France, Saint-Denis |
|  | Pologne                                                  | 1 tab(5)                                                  | Pologne        | 1ap (3) |                                           |                                           |  |  | 6 juillet 2016 - Parc Olympique lyonnais, Décines-Charpieu | 6 juillet 2016 - Parc Olympique lyonnais, Décines-Charpieu |  |  | 10 juillet 2016 - Stade de France, Saint-Denis | 10 juillet 2016 - Stade de France, Saint-Denis |
|  | 25 juin 2016 - Stade Bollaert-Delelis, Lens              |                                                           | Pologne        | 1ap (3) |                                           |                                           |  |  | 6 juillet 2016 - Parc Olympique lyonnais, Décines-Charpieu | 6 juillet 2016 - Parc Olympique lyonnais, Décines-Charpieu |  |  | 10 juillet 2016 - Stade de France, Saint-Denis | 10 juillet 2016 - Stade de France, Saint-Denis |
|  |                                                          | Portugal                                                  | 1 tab(5)       |         |                                           |                                           |  |  | 6 juillet 2016 - Parc Olympique lyonnais, Décines-Charpieu | 6 juillet 2016 - Parc Olympique lyonnais, Décines-Charpieu |  |  | 10 juillet 2016 - Stade de France, Saint-Denis | 10 juillet 2016 - Stade de France, Saint-Denis |
|  | Croatie                                                  | Portugal                                                  | 1 tab(5)       | 0       |                                           |                                           |  |  | 6 juillet 2016 - Parc Olympique lyonnais, Décines-Charpieu | 6 juillet 2016 - Parc Olympique lyonnais, Décines-Charpieu |  |  | 10 juillet 2016 - Stade de France, Saint-Denis | 10 juillet 2016 - Stade de France, Saint-Denis |
|  | Croatie                                                  | 1er juillet 2016 - Stade Pierre-Mauroy, Villeneuve-d'Ascq |                | 0       |                                           |                                           |  |  | 6 juillet 2016 - Parc Olympique lyonnais, Décines-Charpieu | 6 juillet 2016 - Parc Olympique lyonnais, Décines-Charpieu |  |  | 10 juillet 2016 - Stade de France, Saint-Denis | 10 juillet 2016 - Stade de France, Saint-Denis |
|  | Portugal                                                 | 1 ap                                                      |                |         |                                           |                                           |  |  | 6 juillet 2016 - Parc Olympique lyonnais, Décines-Charpieu | 6 juillet 2016 - Parc Olympique lyonnais, Décines-Charpieu |  |  | 10 juillet 2016 - Stade de France, Saint-Denis | 10 juillet 2016 - Stade de France, Saint-Denis |
|  | Portugal                                                 | 1 ap                                                      | Portugal       | 2       |                                           |                                           |  |  |                                                            |                                                            |  |  | 10 juillet 2016 - Stade de France, Saint-Denis | 10 juillet 2016 - Stade de France, Saint-Denis |
|  | 25 juin 2016 - Parc des Princes, Paris                   |                                                           | Portugal       | 2       |                                           |                                           |  |  |                                                            |                                                            |  |  | 10 juillet 2016 - Stade de France, Saint-Denis | 10 juillet 2016 - Stade de France, Saint-Denis |
|  |                                                          | Pays de Galles                                            | 0              |         |                                           |                                           |  |  |                                                            |                                                            |  |  | 10 juillet 2016 - Stade de France, Saint-Denis | 10 juillet 2016 - Stade de France, Saint-Denis |
|  | Pays de Galles                                           | Pays de Galles                                            | 0              | 1       |                                           |                                           |  |  |                                                            |                                                            |  |  | 10 juillet 2016 - Stade de France, Saint-Denis | 10 juillet 2016 - Stade de France, Saint-Denis |
|  | Pays de Galles                                           | 7 juillet 2016 - Stade Vélodrome, Marseille               |                | 1       |                                           |                                           |  |  |                                                            |                                                            |  |  | 10 juillet 2016 - Stade de France, Saint-Denis | 10 juillet 2016 - Stade de France, Saint-Denis |
|  | Irlande du Nord                                          | 0                                                         |                |         |                                           |                                           |  |  |                                                            |                                                            |  |  | 10 juillet 2016 - Stade de France, Saint-Denis | 10 juillet 2016 - Stade de France, Saint-Denis |
|  | Irlande du Nord                                          | 0                                                         | Pays de Galles | 3       |                                           |                                           |  |  |                                                            |                                                            |  |  | 10 juillet 2016 - Stade de France, Saint-Denis | 10 juillet 2016 - Stade de France, Saint-Denis |
|  | 26 juin 2016 - Stadium de Toulouse, Toulouse             |                                                           | Pays de Galles | 3       |                                           |                                           |  |  |                                                            |                                                            |  |  | 10 juillet 2016 - Stade de France, Saint-Denis | 10 juillet 2016 - Stade de France, Saint-Denis |
|  |                                                          | Belgique                                                  | 1              |         |                                           |                                           |  |  |                                                            |                                                            |  |  | 10 juillet 2016 - Stade de France, Saint-Denis | 10 juillet 2016 - Stade de France, Saint-Denis |
|  | Hongrie                                                  | Belgique                                                  | 1              | 0       |                                           |                                           |  |  |                                                            |                                                            |  |  | 10 juillet 2016 - Stade de France, Saint-Denis | 10 juillet 2016 - Stade de France, Saint-Denis |
|  | Hongrie                                                  | 2 juillet 2016 - Matmut Atlantique, Bordeaux              |                | 0       |                                           |                                           |  |  |                                                            |                                                            |  |  | 10 juillet 2016 - Stade de France, Saint-Denis | 10 juillet 2016 - Stade de France, Saint-Denis |
|  | Belgique                                                 | 4                                                         |                |         |                                           |                                           |  |  |                                                            |                                                            |  |  | 10 juillet 2016 - Stade de France, Saint-Denis | 10 juillet 2016 - Stade de France, Saint-Denis |
|  | Belgique                                                 | 4                                                         | Portugal       | 1 ap    |                                           |                                           |  |  |                                                            |                                                            |  |  |                                                |                                                |
|  | 26 juin 2016 - Stade Pierre-Mauroy, Villeneuve-d'Ascq    |                                                           | Portugal       | 1 ap    |                                           |                                           |  |  |                                                            |                                                            |  |  |                                                |                                                |
|  |                                                          | France                                                    | 0              |         |                                           |                                           |  |  |                                                            |                                                            |  |  |                                                |                                                |
|  | Allemagne                                                | France                                                    | 0              | 3       |                                           |                                           |  |  |                                                            |                                                            |  |  |                                                |                                                |
|  | Allemagne                                                |                                                           |                | 3       |                                           |                                           |  |  |                                                            |                                                            |  |  |                                                |                                                |
|  | Slovaquie                                                | 0                                                         |                |         |                                           |                                           |  |  |                                                            |                                                            |  |  |                                                |                                                |
|  | Slovaquie                                                | 0                                                         | Allemagne      | 1ap (6) |                                           |                                           |  |  |                                                            |                                                            |  |  |                                                |                                                |
|  | 27 juin 2016 - Stade de France, Saint-Denis              |                                                           | Allemagne      | 1ap (6) |                                           |                                           |  |  |                                                            |                                                            |  |  |                                                |                                                |
|  |                                                          | Italie                                                    | 1 tab(5)       |         |                                           |                                           |  |  |                                                            |                                                            |  |  |                                                |                                                |
|  | Italie                                                   | Italie                                                    | 1 tab(5)       | 2       |                                           |                                           |  |  |                                                            |                                                            |  |  |                                                |                                                |
|  | Italie                                                   | 3 juillet 2016 - Stade de France, Saint-Denis             |                | 2       |                                           |                                           |  |  |                                                            |                                                            |  |  |                                                |                                                |
|  | Espagne                                                  | 0                                                         |                |         |                                           |                                           |  |  |                                                            |                                                            |  |  |                                                |                                                |
|  | Espagne                                                  | 0                                                         | Allemagne      | 0       |                                           |                                           |  |  |                                                            |                                                            |  |  |                                                |                                                |
|  | 26 juin 2016 - Parc Olympique lyonnais, Décines-Charpieu |                                                           | Allemagne      | 0       |                                           |                                           |  |  |                                                            |                                                            |  |  |                                                |                                                |
|  |                                                          | France                                                    | 2              |         |                                           |                                           |  |  |                                                            |                                                            |  |  |                                                |                                                |
|  | France                                                   | France                                                    | 2              | 2       |                                           |                                           |  |  |                                                            |                                                            |  |  |                                                |                                                |
|  | France                                                   |                                                           |                | 2       |                                           |                                           |  |  |                                                            |                                                            |  |  |                                                |                                                |
|  | Irlande                                                  | 1                                                         |                |         |                                           |                                           |  |  |                                                            |                                                            |  |  |                                                |                                                |
|  | Irlande                                                  | 1                                                         | France         | 5       |                                           |                                           |  |  |                                                            |                                                            |  |  |                                                |                                                |
|  | 27 juin 2016 - Allianz Riviera, Nice                     |                                                           | France         | 5       |                                           |                                           |  |  |                                                            |                                                            |  |  |                                                |                                                |
|  |                                                          | Islande                                                   | 2              |         |                                           |                                           |  |  |                                                            |                                                            |  |  |                                                |                                                |
|  | Angleterre                                               | Islande                                                   | 2              | 1       |                                           |                                           |  |  |                                                            |                                                            |  |  |                                                |                                                |
|  | Angleterre                                               |                                                           |                | 1       |                                           |                                           |  |  |                                                            |                                                            |  |  |                                                |                                                |
|  | Islande                                                  | 2                                                         |                |         |                                           |                                           |  |  |                                                            |                                                            |  |  |                                                |                                                |
|  | Islande                                                  | 2                                                         |                |         |                                           |                                           |  |  |                                                            |                                                            |  |  |                                                |                                                |

### Classement mondial FIFA
| Classement | Équipe    | Score total (déc. 2016) | Points précédents (déc. 2015) | Évolution | Position        |
| ---------- | --------- | ----------------------- | ----------------------------- | --------- | --------------- |
| 1          | Argentine | 1 634                   | 1 455                         | +179      | en augmentation |
| 2          | Brésil    | 1 544                   | 1 251                         | +293      | en augmentation |
| 3          | Allemagne | 1 433                   | 1 347                         | +86       | en augmentation |
| 4          | Chili     | 1 404                   | 1 273                         | +131      | en augmentation |
| 5          | Belgique  | 1 368                   | 1 494                         | -126      | en diminution   |

Source : FIFA.

## Les matchs
| Match amical                                                  | Portugal               | 2 - 1   | Belgique      | Stade municipal de Leiria - Dr. Magalhães Pessoa Leiria, Portugal |                                                        |
| 29 mars 2016 · 19:45 heure locale · Historique des rencontres | Nani 20e · Ronaldo 40e | (2 – 0) | R. Lukaku 62e | Spectateurs : 20 157 Arbitrage : Stephan Klossner (en)            | Spectateurs : 20 157 Arbitrage : Stephan Klossner (en) |
| 29 mars 2016 · 19:45 heure locale · Historique des rencontres | Rapport (RBFA) Rapport |         |               | Spectateurs : 20 157 Arbitrage : Stephan Klossner (en)            | Spectateurs : 20 157 Arbitrage : Stephan Klossner (en) |

1. ↑  Le but de Romelu Lukaku fut inscrit sur une passe décisive de… Jordan Lukaku, son frère cadet, monté au jeu 3 minutes auparavant.

Note : Cette rencontre était prévue initialement au Stade Roi Baudouin mais en raison des actes terroristes perpétrés à Bruxelles le 22 mars 2016, les autorités belges en concertation avec les fédérations respectives ont préféré annuler la rencontre pour des raisons de sécurité, la Fédération portugaise de football (FPF) a alors proposé de maintenir celle-ci malgré tout mais de l'organiser au Portugal.
| Match amical                                                 | Suisse        | 1 - 2                  | Belgique                      | Stade de Genève Genève, Suisse                        |                                                       |
| 28 mai 2016 · 16:15 heure locale · Historique des rencontres | Džemaili 31e  | (1 – 1)                | R. Lukaku 34e · De Bruyne 83e | Spectateurs : 20 000 Arbitrage : Paolo Mazzoleni (en) | Spectateurs : 20 000 Arbitrage : Paolo Mazzoleni (en) |
| 28 mai 2016 · 16:15 heure locale · Historique des rencontres | Seferović 81e | Rapport (RBFA) Rapport |                               | Spectateurs : 20 000 Arbitrage : Paolo Mazzoleni (en) | Spectateurs : 20 000 Arbitrage : Paolo Mazzoleni (en) |

| Match amical                                                   | Belgique               | 1 - 1   | Finlande       | Stade Roi Baudouin Laeken, Belgique          |                                              |
| 1er juin 2016 · 20:45 heure locale · Historique des rencontres | R. Lukaku 89e          | (0 – 0) | Hämäläinen 53e | Spectateurs : 28 025 Arbitrage : Hugo Miguel | Spectateurs : 28 025 Arbitrage : Hugo Miguel |
| 1er juin 2016 · 20:45 heure locale · Historique des rencontres | Rapport (RBFA) Rapport |         |                | Spectateurs : 28 025 Arbitrage : Hugo Miguel | Spectateurs : 28 025 Arbitrage : Hugo Miguel |

| Match amical                                                 | Belgique                              | 3 - 2   | Norvège                | Stade Roi Baudouin Laeken, Belgique                  |                                                      |
| 5 juin 2016 · 18:00 heure locale · Historique des rencontres | R. Lukaku 3e · Hazard 70e · Ciman 74e | (1 – 1) | King 21e · Berisha 48e | Spectateurs : 42 196 Arbitrage : Tobias Stieler (en) | Spectateurs : 42 196 Arbitrage : Tobias Stieler (en) |
| 5 juin 2016 · 18:00 heure locale · Historique des rencontres | Rapport (RBFA) Rapport                |         |                        | Spectateurs : 42 196 Arbitrage : Tobias Stieler (en) | Spectateurs : 42 196 Arbitrage : Tobias Stieler (en) |

| Championnat d'Europe 2016 Premier tour - Groupe E             | Belgique                      | 0 - 2   | Italie                        | Parc Olympique lyonnais Décines-Charpieu, France  |                                                   |
| 13 juin 2016 · 21:00 heure locale · Historique des rencontres |                               | (0 – 1) | Giaccherini 32e · Pellè 90+2e | Spectateurs : 55 408 Arbitrage : Mark Clattenburg | Spectateurs : 55 408 Arbitrage : Mark Clattenburg |
| 13 juin 2016 · 21:00 heure locale · Historique des rencontres | Rapport (UEFA) Rapport (RBFA) |         |                               | Spectateurs : 55 408 Arbitrage : Mark Clattenburg | Spectateurs : 55 408 Arbitrage : Mark Clattenburg |

| Championnat d'Europe 2016 Premier tour - Groupe E             | Belgique                       | 3 - 0   | République d'Irlande | Matmut Atlantique Bordeaux, France            |                                               |
| 18 juin 2016 · 15:00 heure locale · Historique des rencontres | R. Lukaku 48e 70e · Witsel 61e | (0 – 0) |                      | Spectateurs : 39 493 Arbitrage : Cüneyt Çakır | Spectateurs : 39 493 Arbitrage : Cüneyt Çakır |
| 18 juin 2016 · 15:00 heure locale · Historique des rencontres | Rapport (UEFA) Rapport (RBFA)  |         |                      | Spectateurs : 39 493 Arbitrage : Cüneyt Çakır | Spectateurs : 39 493 Arbitrage : Cüneyt Çakır |

| Championnat d'Europe 2016 Premier tour - Groupe E             | Suède                         | 0 - 1   | Belgique       | Allianz Riviera Nice, France                 |                                              |
| 22 juin 2016 · 21:00 heure locale · Historique des rencontres |                               | (0 – 0) | Nainggolan 84e | Spectateurs : 34 011 Arbitrage : Felix Brych | Spectateurs : 34 011 Arbitrage : Felix Brych |
| 22 juin 2016 · 21:00 heure locale · Historique des rencontres | Rapport (UEFA) Rapport (RBFA) |         |                | Spectateurs : 34 011 Arbitrage : Felix Brych | Spectateurs : 34 011 Arbitrage : Felix Brych |

| Championnat d'Europe 2016 Huitièmes de finale                 | Hongrie                       | 0 - 4   | Belgique                                                       | Stadium de Toulouse Toulouse, France           |                                                |
| 26 juin 2016 · 21:00 heure locale · Historique des rencontres |                               | (0 – 1) | Alderweireld 10e · Batshuayi 78e · Hazard 79e · Carrasco 90+1e | Spectateurs : 38 921 Arbitrage : Milorad Mažić | Spectateurs : 38 921 Arbitrage : Milorad Mažić |
| 26 juin 2016 · 21:00 heure locale · Historique des rencontres | Rapport (UEFA) Rapport (RBFA) |         |                                                                | Spectateurs : 38 921 Arbitrage : Milorad Mažić | Spectateurs : 38 921 Arbitrage : Milorad Mažić |

| Championnat d'Europe 2016 Quarts de finale                        | Pays de Galles                             | 3 - 1   | Belgique       | Stade Pierre-Mauroy Villeneuve-d'Ascq, France  |                                                |
| 1er juillet 2016 · 21:00 heure locale · Historique des rencontres | Williams 30e · Robson-Kanu 55e · Vokes 85e | (1 – 1) | Nainggolan 13e | Spectateurs : 45 936 Arbitrage : Damir Skomina | Spectateurs : 45 936 Arbitrage : Damir Skomina |
| 1er juillet 2016 · 21:00 heure locale · Historique des rencontres | Rapport (UEFA) Rapport (RBFA)              |         |                | Spectateurs : 45 936 Arbitrage : Damir Skomina | Spectateurs : 45 936 Arbitrage : Damir Skomina |

| Match amical                                                        | Belgique               | 0 - 2   | Espagne              | Stade Roi Baudouin Laeken, Belgique             |                                                 |
| 1er septembre 2016 · 20:45 heure locale · Historique des rencontres |                        | (0 – 1) | Silva 34e 62e (pen.) | Spectateurs : 38 000 Arbitrage : Benoît Bastien | Spectateurs : 38 000 Arbitrage : Benoît Bastien |
| 1er septembre 2016 · 20:45 heure locale · Historique des rencontres | Rapport (RBFA) Rapport |         |                      | Spectateurs : 38 000 Arbitrage : Benoît Bastien | Spectateurs : 38 000 Arbitrage : Benoît Bastien |

Note : Cette rencontre était prévue initialement le 17 novembre 2015 mais en raison des actes terroristes perpétrés à Paris le 13 novembre 2015, les autorités belges en concertation avec les fédérations respectives ont préféré reporter la rencontre pour des raisons de sécurité.
| Coupe du monde 2018 Éliminatoires - Groupe H                      | Chypre                        | 0 - 3   | Belgique                         | Stade GSP Nicosie, Chypre                     |                                               |
| 6 septembre 2016 · 21:45 heure locale · Historique des rencontres |                               | (0 – 1) | R. Lukaku 13e 61e · Carrasco 81e | Spectateurs : 12 029 Arbitrage : Felix Zwayer | Spectateurs : 12 029 Arbitrage : Felix Zwayer |
| 6 septembre 2016 · 21:45 heure locale · Historique des rencontres | Rapport (UEFA) Rapport (RBFA) |         |                                  | Spectateurs : 12 029 Arbitrage : Felix Zwayer | Spectateurs : 12 029 Arbitrage : Felix Zwayer |

| Coupe du monde 2018 Éliminatoires - Groupe H                    | Belgique                                                         | 4 - 0   | Bosnie-Herzégovine | Stade Roi Baudouin Laeken, Belgique              |                                                  |
| 7 octobre 2016 · 20:45 heure locale · Historique des rencontres | Spahić 26e (csc) · Hazard 29e · Alderweireld 60e · R. Lukaku 79e | (2 – 0) |                    | Spectateurs : 42 653 Arbitrage : Martin Atkinson | Spectateurs : 42 653 Arbitrage : Martin Atkinson |
| 7 octobre 2016 · 20:45 heure locale · Historique des rencontres | Rapport (UEFA) Rapport (RBFA)                                    |         |                    | Spectateurs : 42 653 Arbitrage : Martin Atkinson | Spectateurs : 42 653 Arbitrage : Martin Atkinson |

| Coupe du monde 2018 Éliminatoires - Groupe H                     | Gibraltar                     | 0 - 6   | Belgique                                                    | Stade de l'Algarve Faro-Loulé, Portugal               |                                                       |
| 10 octobre 2016 · 20:45 heure locale · Historique des rencontres |                               | (0 – 3) | Benteke 1re 43e 56e · Witsel 19e · Mertens 51e · Hazard 79e | Spectateurs : 1 959 Arbitrage : Paweł Raczkowski (en) | Spectateurs : 1 959 Arbitrage : Paweł Raczkowski (en) |
| 10 octobre 2016 · 20:45 heure locale · Historique des rencontres | Rapport (UEFA) Rapport (RBFA) |         |                                                             | Spectateurs : 1 959 Arbitrage : Paweł Raczkowski (en) | Spectateurs : 1 959 Arbitrage : Paweł Raczkowski (en) |

| Match amical                                                     | Pays-Bas               | 1 - 1   | Belgique     | Amsterdam ArenA Amsterdam, Pays-Bas               |                                                   |
| 9 novembre 2016 · 20:45 heure locale · Historique des rencontres | Klaassen 38e (pen.)    | (1 – 0) | Carrasco 81e | Spectateurs : 37 500 Arbitrage : Szymon Marciniak | Spectateurs : 37 500 Arbitrage : Szymon Marciniak |
| 9 novembre 2016 · 20:45 heure locale · Historique des rencontres | Rapport (RBFA) Rapport |         |              | Spectateurs : 37 500 Arbitrage : Szymon Marciniak | Spectateurs : 37 500 Arbitrage : Szymon Marciniak |

| Coupe du monde 2018 Éliminatoires - Groupe H                      | Belgique                                                                                        | 8 - 1   | Estonie   | Stade Roi Baudouin Laeken, Belgique              |                                                  |
| 13 novembre 2016 · 20:45 heure locale · Historique des rencontres | Meunier 8e · Mertens 16e 68e · Hazard 25e · Carrasco 62e · Klavan 64e (csc) · R. Lukaku 83e 88e | (3 – 1) | Anier 29e | Spectateurs : 37 128 Arbitrage : Alexandru Tudor | Spectateurs : 37 128 Arbitrage : Alexandru Tudor |
| 13 novembre 2016 · 20:45 heure locale · Historique des rencontres | Rapport (UEFA) Rapport (RBFA)                                                                   |         |           | Spectateurs : 37 128 Arbitrage : Alexandru Tudor | Spectateurs : 37 128 Arbitrage : Alexandru Tudor |

## Les joueurs
| Joueurs              | Joueurs                  | Amical  | Amical | Amical | Amical | CE 2016  | CE 2016 | CE 2016  | CE 2016   | CE 2016 | Amical | QCM 2018 | QCM 2018 | QCM 2018 | Amical | QCM 2018 |
| -------------------- | ------------------------ | ------- | ------ | ------ | ------ | -------- | ------- | -------- | --------- | ------- | ------ | -------- | -------- | -------- | ------ | -------- |
| Gardiens de but      |                          |         |        |        |        |          |         |          |           |         |        |          |          |          |        |          |
| Thibaut Courtois     | Chelsea                  | 90      | 90     | 90     | 90     | 90       | 90      | 90       | 90        | 90      | 90     | 90       | 90       | 90       | r      | 90       |
| Simon Mignolet       | Liverpool                | r       | r      | r      | r      | r        | r       | r        | r         | r       | r      | r        | r        | r        | 90     | r        |
| Jean-François Gillet | KV Malines               | r       | r      | r      | r      | r        | r       | r        | r         | r       |        |          |          |          |        |          |
| Matz Sels            | Newcastle United         |         |        |        |        |          |         |          |           |         | r      | r        | r        | r        | r      | r        |
| Défenseurs           |                          |         |        |        |        |          |         |          |           |         |        |          |          |          |        |          |
| Guillaume Gillet     | FC Nantes                | 59e     |        |        |        |          |         |          |           |         |        |          |          |          |        |          |
| Jason Denayer        | Galatasaray SK           | 86e     | r      | 90     | 66e    | r        | r       | r        | r         | 90      |        |          |          |          |        |          |
| Nicolas Lombaerts    | Zénith Saint-Pétersbourg | 90      |        |        |        |          |         |          |           |         |        |          |          | r        |        |          |
| Thomas Vermaelen     | FC Barcelone             | 90      | 68e    | 90     |        | 90       | 90 49e  | 90       | 90 67e    |         |        | 90       |          |          |        |          |
| Dedryck Boyata       | Celtic Glasgow           | 86e     | r      |        |        |          |         |          |           |         |        |          |          |          |        |          |
| Jordan Lukaku        | KV Ostende               | 59e     | 68e    | r      | 90 77e | r        | r       | r        | r         | 75e     | 90     | r        | 21e      |          |        |          |
| Björn Engels         | Club Bruges KV           | r       |        |        |        |          |         |          |           |         |        |          |          |          |        |          |
| Toby Alderweireld    | Tottenham Hotspur        |         | 90     | 90     | 90     | 90       | 90      | 90       | 90        | 90 85e  | 90     | 90       | 90       | 90       |        |          |
| Jan Vertonghen       | Tottenham Hotspur        |         | 90     | 90     | 90     | 90 90+2e | 90      | 90       | 90        |         | 90     | 90       | 90       | 90       | 90 37e | 90       |
| Laurent Ciman        | Impact de Montréal       |         | 55e    | r      | 66e    | 76e      | r       | r        | r         | r       |        |          | 21e      | 90       | 90     | 90       |
| Christian Kabasele   | KRC Genk                 |         |        | r      | r      | r        | r       | r        | r         | r       | r      | r        | r        | r        | 90     |          |
| Thomas Meunier       | Club Bruges KV           |         |        |        |        | r        | 90      | 90 30e   | 90        | 90      | 90     | 90       | 90       | 90       | 46e    | 90       |
| Leander Dendoncker   | RSC Anderlecht           |         |        |        |        |          |         |          |           |         | r      |          |          |          |        | 90       |
| Sébastien Pocognoli  | Brighton & Hove Albion   |         |        |        |        |          |         |          |           |         |        |          |          | r        |        |          |
| Luis Pedro Cavanda   | Galatasaray SK           |         |        |        |        |          |         |          |           |         |        |          |          |          | r      | r        |
| Milieux              |                          |         |        |        |        |          |         |          |           |         |        |          |          |          |        |          |
| Axel Witsel          | Zénith Saint-Pétersbourg | 90      | 90     | 90     | 57e    | 90       | 90      | 90 45+1e | 90        | 90      | 90     | 90       | 90       | 90       | 90     | 88e      |
| Radja Nainggolan     | AS Roma                  | 90      |        |        | 90     | 62e      | 57e     | 90       | 90        | 90      | 46e    | 84e      |          |          |        |          |
| Marouane Fellaini    | Manchester United        | 79e     | 85e    | 79e    | 57e    | 90       | r       | r        | 81e 90+2e | 46e 59e |        | 84e 60e  | 90 90+1e |          |        |          |
| Nacer Chadli         | Tottenham Hotspur        | 90      |        |        |        |          |         |          |           |         |        |          | r        | 53e      |        |          |
| Mousa Dembélé        | Tottenham Hotspur        | 79e 85e | 55e    |        | 84e    | r        | 57e     | r        | r         | r       | 46e    | r        |          |          |        |          |
| Thorgan Hazard       | Borussia Mönchengladbach | r       |        |        |        |          |         |          |           |         | r      |          |          | r        | 64e    | r        |
| Kevin De Bruyne      | Manchester City          |         | 90     | 90     | 90     | 90       | 90      | 90       | 90        | 90      | 87e    | 90       |          |          | 64e    | 90       |
| Yannick Carrasco     | Atlético Madrid          |         |        |        |        | 76e      | 64e     | 71e      | 70e       | 46e     | 77e    | 90       | 90       | 53e      | 90 60e | 90       |
| Steven Defour        | Burnley FC               |         |        |        |        |          |         |          |           |         | 87e    | r        | r        | 90       | 82e    | r        |
| Youri Tielemans      | RSC Anderlecht           |         |        |        |        |          |         |          |           |         |        |          | r        | r        | 82e    | 79e      |
| Thomas Foket         | KAA La Gantoise          |         |        |        |        |          |         |          |           |         |        |          |          |          | 46e    | r        |
| Timmy Simons         | Club Bruges KV           |         |        |        |        |          |         |          |           |         |        |          |          |          |        | 88e      |
| Attaquants           |                          |         |        |        |        |          |         |          |           |         |        |          |          |          |        |          |
| Dries Mertens        | SSC Naples               | 67e     | 67e    | 57e    | 80e    | 62e      | 64e     | 71e      | 70e       | 75e     | r      | r        | 90       | 64e      | 64e    | 79e      |
| Romelu Lukaku        | Everton                  | 90      | 58e    | 79e    | 90     | 73e      | 83e     | 87e      | 76e       | 83e     | 67e    | 73e      | 82e      | r        | 64e    | 90       |
| Michy Batshuayi      | Olympique de Marseille   | 67e     | 58e    | 57e    | r      | r        | r       | r        | 76e 89e   | 83e     | r      | 73e      | r        | 80e      | r      | r        |
| Kevin Mirallas       | Everton                  | r       |        |        |        |          |         |          |           |         | 77e    | r        | 87e      | 64e      | r      | 73e      |
| Eden Hazard          | Chelsea                  |         | 90     | 90     | 84e    | 90       | 90      | 90+3e    | 81e       | 90      | 90     | 90       | 87e      | 90       | 90     | 73e      |
| Divock Origi         | Liverpool                |         | 67e    | 57e    | 80e    | 73e      | r       | 90+3e    | r         | r       | 67e    | r        | r        | r        | r      | r        |
| Christian Benteke    | Liverpool                |         | 85e    | 57e    | r      | r        | 83e     | 87e      | r         | r       | r      | r        | 82e      | 80e      | r      | r        |

Un « r » indique un joueur qui était parmi les remplaçants mais qui n'est pas monté au jeu.
1. 1 2 3  Dernière sélection officielle pour le joueur.
2. 1 2 3  Premier but officiel pour le joueur.
3. 1 2  Première sélection officielle pour le joueur.

## Aspects socio-économiques

### Audiences télévisuelles
| Jour de diffusion  | Match                         | Compétition               | Diffuseur francophone | Téléspectateurs | Part d'audience | Diffuseur néerlandophone | Téléspectateurs | Part d'audience |
| ------------------ | ----------------------------- | ------------------------- | --------------------- | --------------- | --------------- | ------------------------ | --------------- | --------------- |
| 29 mars 2016       | Portugal - Belgique           | Amical                    | La Une                | 660 197         | 35,4%           | Één                      | 1 117 526       | 43,5%           |
| 28 mai 2016        | Suisse - Belgique             | Amical                    | La Une                | 513 498         | 53,9%           | non diffusé              | non diffusé     | non diffusé     |
| 1er juin 2016      | Belgique - Finlande           | Amical                    | La Une                | 762 831         | 39,9%           | VTM                      | 1 173 081       | 45,0%           |
| 5 juin 2016        | Belgique - Norvège            | Amical                    | La Une                | 758 027         | 50,0%           | Één                      | 1 251 096       | 66,4%           |
| 13 juin 2016       | Belgique - Italie             | Championnat d'Europe 2016 | La Une                | 1 691 618       | 75,2%           | Één                      | 2 303 837       | 76,6%           |
| 18 juin 2016       | Belgique - Irlande            | Championnat d'Europe 2016 | La Une                | 1 366 688       | 81,5%           | Één                      | 1 919 075       | 91,5%           |
| 22 juin 2016       | Suède - Belgique              | Championnat d'Europe 2016 | La Une                | 1 634 603       | 75,8%           | Één                      | 2 409 129       | 80,8%           |
| 26 juin 2016       | Hongrie - Belgique            | Championnat d'Europe 2016 | La Une                | 1 603 136       | 70,1%           | Één                      | 2 420 203       | 80,5%           |
| 1er juillet 2016   | Pays de Galles - Belgique     | Championnat d'Europe 2016 | La Une                | 1 467 919       | 71,8%           | Één                      | 2 295 586       | 80,8%           |
| 1er septembre 2016 | Belgique - Espagne            | Amical                    | La Une                | 695 533         | 41,2%           | Één                      | 1 214 894       | 52,5%           |
| 6 septembre 2016   | Chypre - Belgique             | Coupe du monde 2018       | La Une                | 729 499         | 43,7%           | Één                      | 1 359 006       | 49,1%           |
| 7 octobre 2016     | Belgique - Bosnie-Herzégovine | Coupe du monde 2018       | La Une                | 776 900         | 45,3%           | Één                      | 1 326 689       | 49,5%           |
| 10 octobre 2016    | Gibraltar - Belgique          | Coupe du monde 2018       | La Une                | 863 011         | 46,0%           | Één                      | 1 412 960       | 49,6%           |
| 9 novembre 2016    | Pays-Bas - Belgique           | Amical                    | La Une                | 705 515         | 36,9%           | Één                      | 1 151 631       | 39,4%           |
| 13 novembre 2016   | Belgique - Estonie            | Coupe du monde 2018       | La Une                | 873 650         | 41,6%           | Één                      | 1 712 084       | 59,5%           |

Source : CIM.

## Sources

### Statistiques
1. ↑  « CLASSEMENT MASCULIN », sur fifa.com, FIFA, 22 décembre 2016 (consulté le 4 juillet 2021)
2. ↑  « RÉSULTATS PUBLICS », sur cim.be, CIM